# The Land Before Time IV: Journey Through the Mists
The Land Before Time IV: Journey Through the Mists (bra: Em Busca do Vale Encantado IV: Viagem Através da Névoa) é um filme musical de aventura e animação americano de 1996 produzido pela Universal Animation Studios (anteriormente conhecido como Universal Cartoon Studios) e dirigido por Roy Allen Smith. É o quarto filme da série Em Busca do Vale Encantado, bem como o último filme a apresentar qualquer membro do elenco do filme original. O filme foi indicado a dois Prêmios Annie. Este também foi o último filme a apresentar Linda Gary como a voz da Vovó Pescoçuda, já que ela morreu em 5 de outubro de 1995, e foi dedicado à sua memória.

## Enredo
Littlefoot percebe uma manada de Pescoçudos entrando no Grande Vale e informa seus avós, que lhe dizem que os Pescoçudos são seus primos e que devem ir cumprimentá-los. Após a chegada do rebanho, a Anciã, a líder do rebanho, conta aos residentes do Grande Vale que seu rebanho tem migrado desde que um forte período de chuva transformou sua antiga casa em um pântano chamado "A Terra da Névoa" e se tornou o lar de muitas criaturas perigosas. Mais tarde, Littlefoot conhece uma Pescoçuda chamada Ali e a convida para brincar. Ele a apresenta aos amigos, mas como ela não está acostumada a se associar com diversas espécies, ela tem medo deles. Enquanto isso, o avô de Littlefoot fica doente. A Anciã observa que ela está familiarizada com a doença, tendo visto a doença muitas vezes em sua vida, que é letal para qualquer dinossauro, a menos que comam as pétalas da "flor da noite dourada", que só cresce na Terra da Névoa. Quando a avó de Littlefoot pergunta a um dos outros Pescoçudos quem deveria levá-la até a flor da noite, os outros Pescoçudos se recusam a levar a avó de Littlefoot até lá devido ao risco.
Embora Littlefoot tenha sido avisado pela Anciã de que a Terra das Névoas se tornou muito perigosa, ele fica determinado a salvar seu avô e pede a Ali para levá-lo até lá. Ela concorda com a condição de que Saura, Patassaura, Petrúcio e Espora não apareçam, alegando que eles apenas os atrasarão. Enquanto os dois avançam, eles passam por uma caverna e um súbito tremor de terra faz com que várias estalagmites e estalactites caiam, separando-os. Depois que a avó de Littlefoot conta a Saura, Patassaura, Petrúcio e Espora sobre a doença do avô de Littlefoot, Ali retorna ao vale e convence os amigos de Littlefoot a ajudá-la a libertá-lo. Enquanto isso, Littlefoot tenta encontrar uma saída e conhece um velho Archelon chamado Archie, que o ajuda a cavar nas rochas. Enquanto trabalham, Littlefoot e Archie são interrompidos por um Deinosuchus quase cego chamado Dil e um Ichthyornis chamado Ichy, que pretendem comê-los. Dil e Ichy perseguem Littlefoot e Archie, mas são nocauteados quando Ali e os amigos de Littlefoot cavam um buraco na parede de pedra e jogam pedras sobre eles. Archie (que ajuda Littlefoot e seus amigos a escapar de Dil e Ichy pela primeira vez) mostra a Littlefoot e seus amigos um caminho para a Terra da Névoa e os lembra de ficarem juntos antes de partir. Na Terra da Névoa, Saura é separada do grupo. Os outros encontram um Megazostrodon que Patassaura chama de Tickles por causa de seu pelo, que faz cócegas nela quando ela o abraça.
Imediatamente depois, Tickles os ajuda a encontrar Saura. No entanto, Saura cai em um rio e é perseguido por Dil e Ichy, que agora se recuperaram do nocaute anterior na caverna. Ali salva Saura e distrai os predadores, após o que Saura finalmente suaviza sua postura anterior em relação a Ali. Mais tarde, Ali explica seu comportamento preconceituoso, por nunca ter interagido com espécies fora da sua, mas comenta que sua atitude em relação aos amigos de Littlefoot agora mudou. Quando os sete param para passar a noite, eles percebem que estão em um campo de flores noturnas depois que elas florescem e rapidamente as estocam. Enquanto voltam para casa, Ichy e Dil voltam para um último ataque. Durante uma perseguição, Petrúcio é agarrado por Ichy, mas resgatado graças a Tickles, que engana Ichy para morder o rabo de Dil em vez do estômago de Petrúcio, dando-lhe tempo para se juntar a seus amigos. Dil fica chateado com Ichy, mas eles rapidamente retomam a perseguição depois que Saura dá seu esconderijo alternativo, durante o qual Patassaura cai em um rio e fica inconsciente. Espora então fala pela primeira vez chamando o nome de Patassaura, que a desperta quando ela está prestes a ser consumida por Dil. Ichy chega até Littlefoot e diz a ele que ele e os outros serão os próximos alvos dele e de Dil. Patassaura escapa quando Espora usa seu rabo para derrubar Ichy em direção às mandíbulas abertas de Dil enquanto ela tenta consumir Patassaura. No entanto, ela fica com Ichy depois de confundi-lo com Patassaura. Dil mastiga Ichy por acidente. Ichy mal escapa disso e os dois começam outra discussão. Finalmente, os dois declaram que estão fartos um do outro e que seguirão caminhos separados para sempre. Imediatamente depois que ela arremessa Ichy com seu rabo, Dil esbarra em um Hydrotherosaurus, que a persegue.
Com os predadores fora de caminho, Littlefoot e seus amigos se despedem de Tickles e voltam para casa. Eles dão as flores ao avô de Littlefoot para comer e ele se recupera totalmente algumas horas depois. Ali então sai com seu rebanho, mas não antes de tentar convencer Espora a se despedir, o que ele não faz, pois está mais interessado em comer folhas. O narrador conclui que Littlefoot e os outros realmente encontrariam Ali novamente um dia.

## Recepção
Joe Leydon, da Variety, recomendou-o para crianças pequenas que gostam de Barney e Seus Amigos. TV Guide avaliou com 2/5 estrelas e escreveu: "As memórias do filme original de Don Bluth, Em Busca do Vale Encantado, continuam a ficar mais sombrias com esta sequência indiferente da saga animada dos dinossauros." Michael Sauter, da Entertainment Weekly, avaliou com nota "B" e escreveu: "Mas se a fórmula não mudou, também não se fossilizou." Em agosto de 2014, o New York Post classificou cada um dos 13 filmes de Em Busca do Vale Encantado lançados até aquele momento e colocou Viagem Através Da Névoa em 7º lugar. O New York Post elogiou a personagem Ali por adicionar "um pouco mais de poder feminino" para a série. O filme recebeu indicações para "Melhor Produção de Vídeo Animado" e "Melhor Realização Individual: Música em um Longa-Metragem/Produção de Vídeo Caseiro" no 25º Annie Awards em 1997, perdendo para Aladdin e os 40 Ladrões e Gatos Não Sabem Dançar, respectivamente.